# 熱拡散
熱拡散（ねつかくさん）または温度拡散（おんどかくさん）とは、温度勾配によって物質が移動する現象のことを言う。ソレー効果、ルートビッヒ・ソレー効果とも呼ばれる。
この現象を数式表現するときに表れる係数を熱拡散係数という。
カール・ルートビッヒ (1856)によって、Na2SO4水溶液について、温度勾配があると対流がなくても物質移動が起きることが見出され、その後シャルル・ソレー (1879-81)によって詳しく研究された。
逆に濃度勾配が熱移動を引き起こす現象もあり、デュフール効果という。
文脈によっては、単に熱の拡散現象（熱伝導）を指すこともある。